# François-Joseph de Rosily-Méros
François Joseph de Rosily-Méros dit le « comte de Rosily », né le 23 mars 1703 au château de Méros à Plonévez-du-Faou et mort à Brest le 30 avril 1771, est un officier de marine et aristocrate français. Il combat pendant la guerre de Sept Ans et termine sa carrière avec le grade de chef d'escadre. Plusieurs de ses fils se distingueront après lui au sein de la Marine de guerre française.

## Biographie

### Origines et famille
François Joseph de Rosily descend de la famille de Rosily qui appartient à la noblesse bretonne. Le plus ancien ancêtre connu est Roland de Rosily, contemporain de Saint-Louis au XIIIe siècle[réf. nécessaire].
Il est le deuxième fils de Joseph-Marie de Rosily, seigneur de Vieuxbourg (né à Plonévez-du-Faou en 1667), et de sa femme Françoise Geneviève Le Pape de Coetlespel. Son père, lieutenant général des armées du roi (infanterie), est chevalier de l’ordre de Saint-Lazare. Son portrait a été peint par Hyacinthe Rigaud en 1704.
Le jeune François-Joseph reçoit, le 29 octobre 1706, les cérémonies complémentaires du baptême dans l’église tréviale du Moustoir.

### Carrière
Il entre jeune dans la Marine royale. Il intègre une compagnie de gardes de la Marine, le 7 mai 1720. Promu enseigne de vaisseau le 1er mars 1727, il passe aide-major 1er avril 1738. En 1739, il est en Louisiane. Le 1er février 1747, il est nommé major de la Marine. En 1749, il est capitaine de vaisseau et l'un des principaux officiers supérieurs de la place de Brest.
En 1756-1757, au début de la Guerre de Sept Ans, il est présent à Louisbourg, sur l'île Royale. En 1757, Il commande le Diadème, vaisseau de 74 canons, faisant partie de l'escadre du prince de Bauffremont. Le 18 mars, il capture — en allant à Saint-Domingue —, le vaisseau anglais le HMS Greenwich (en), de 50 canons. La même année, dans l’escadre de Dubois de la Motte pendant la guerre de Sept Ans, il se signale par sa valeur et ses lumières dans le combat qu’il soutient contre un vaisseau anglais de 80 canons. Il l’aurait pris sans la manœuvre du commandant de l’escadre qui lui tire des coups de canons de rappel au moment où le vaisseau anglais allait se rendre. Toute la France prend connaissance des belles manœuvres de ce combat où il est blessé sans le quitter. Il commanda encore le Diadème en 1758. Il a alors sous ses ordres le jeune Lamotte-Picquet.
Nommé inspecteur général des troupes et des garde-côtes en Bretagne le 21 janvier 1758, il est promu chef d'escadre des armées navales le 1er octobre 1764. Grand-croix de Saint-Louis, il achève sa carrière en qualité de commandant la marine à Brest où il meurt en 1771, à l'âge de 68 ans.

## Mariage et descendance
Il épouse le 30 novembre 1741 à Brest Marie Jeanne Renée Gourio du Menmeur, née à Saint-Renan en 1714. Parmi leurs enfants :
- Josèphe Jeanne de Rosily, née à Brest le 20 octobre 1742. Elle épouse le 27 août 1769 à Saint-Louis de Brest Hyacinthe Jean Louis de Trogoff, lieutenant de vaisseau, puis le 14 janvier 1772 à Milizac Louis-Augustin de Monteclerc, qui meurt en 1784 des blessures reçues pendant la guerre d'indépendance américaine pendant la bataille de la baie de Chesapeake.
- Charles Yves François de Rosily, né en 1745. Il est tué en 1765 en combattant les Barbaresques à Larache (Maroc)
- François Étienne de Rosily, né le 13 janvier 1748 à Brest, marié avec Marie Thérèse de Courbon Blénac. Il est enseigne de vaisseau dans l'expédition qui découvre les îles Kerguelen. Il est officier sur le lougre le Coureur qui accompagne la frégate la Belle Poule en 1778 lorsque celle-ci est attaquée par la frégate britannique HMS Arethusa et est un temps prisonnier des Anglais. Libéré, il est commandant en second sur le Fendant  en 1781 ; commandant la Vénus, il navigua surtout en mer Rouge, en mer d'Arabie[5] et dans l'océan Indien, mais commanda aussi un temps la place de Rochefort. Devenu amiral, il participa à la bataille de Trafalgar et succéda après la défaite à l'amiral Villeneuve comme commandant de ce qui restait de l'escadre française bloquée devant Cadix ; au début de la guerre d'indépendance espagnole, il dut se rendre aux Espagnols qui capturèrent son escadre. En 1809, il devint comte de l'Empire, puis fut nommé directeur du dépôt des cartes et plans de la Marine et mourut couvert d'honneurs et de décorations le 12 novembre 1832 à Paris.
- Pierre Joseph de Rosily, né à Brest en 1750, il meurt au château de Méros le 16 août 1759.
- François Guillaume de Rosily, né à Brest le 14 décembre 1751, il devient également contre-amiral. Il commanda entre autres en 1791 la frégate La Fidèle.

### Sources et bibliographie
- Jean Cornuault, Un panorama de la Marine, de Louis XV à Charles X, en passant par la Révolution et l'Empire, par un témoin essentiel, l'amiral François de Rosily-Mesros, officier de marine de 1762 à 1826, Éditions L'Harmattan, 2008, 319 p.
- Étienne Taillemite, Dictionnaire des marins français, Paris, éditions Tallandier, 2002, 573 p. (ISBN 2-84734-008-4)
- Michel Vergé-Franceschi (dir.), Dictionnaire d'histoire maritime, Paris, éditions Robert Laffont, coll. « Bouquins », 2002, 1508 p. (ISBN 2-221-08751-8 et 2-221-09744-0, BNF 38825325)